# Claude Vaillancourt (juge)
Pour les articles homonymes, voir Claude Vaillancourt et Vaillancourt.
Claude Vaillancourt, né le 19 mai 1944 à Chicoutimi, est un avocat, juge et homme politique québécois. Il est député de la circonscription de Jonquière à l'Assemblée nationale du Québec de 1976 à 1983, sous la bannière du Parti québécois. Il est élu Président de l'Assemblée nationale du Québec, le 11 novembre 1980.

## Biographie
Claude Vaillancourt a fait ses études au collège de Jonquière et à l'Université Laval de Québec. Il a pratiqué le droit à Jonquière, dans deux cabinets privés et à l'Aide juridique, de 1969 jusqu'à son élection, le 15 novembre 1976.
Il est membre du Club Richelieu de Jonquière et des Chevaliers de Colomb.
Le 22 mars 1983, M. Vaillancourt démissionne de son poste de Président de l'Assemblée nationale et le 29 juin 1983 de son poste de député pour accepter un poste de juge à la Cour du Québec. Il occupe cette fonction à Roberval et à Montréal.
En avril 2000, il fait partie d'un groupe de juges qui s'inquiètent du manque de supervision des peines avec sursis et publient une série de jugements en ce sens. Plus tard cette année-là, il condamne à 18 mois de prison et à trois ans d'interdiction d'utiliser un téléphone, un jeune homme de 25 ans reconnu coupable d'avoir pénétré par effraction dans les répondeurs téléphoniques de 27 sergents-détectives du Service de police de la ville de Montréal pour y écouter et effacer des messages.

## Distinctions et prix
Il est récipiendaire de la médaille d'honneur de l'Assemblée nationale le 13 mai 2014.